# Рузіна Олена Іванівна
Олена Іванівна Рузіна (рос. Еле́на Ива́новна Ру́зина; нар. 3 квітня 1964, Воронеж, Російська РФСР) — радянська та російська легкоатлетка, що спеціалізується на спринті, олімпійська чемпіонка 1992 року.

## Кар'єра
| Рік                           | Змагання                     | Місто               | Місце            | Дисципліна            | Примітки         |
| Представник СРСР              | Представник СРСР             | Представник СРСР    | Представник СРСР | Представник СРСР      | Представник СРСР |
| ----------------------------- | ---------------------------- | ------------------- | ---------------- | --------------------- | ---------------- |
| 1990                          | Чемпіонат Європи             | Спліт, Югославія    | —                | біг на 400 метрів     | DNF              |
| 1990                          | Чемпіонат Європи             | Спліт, Югославія    | 2                | естафета 4×400 метрів | 3:23.34          |
| Представник Об'єднана команда |                              |                     |                  |                       |                  |
| 1992                          | Олімпійські ігри             | Барселона, Іспанія  | 8 (півфінал)     | біг на 400 метрів     | 51.30            |
| 1992                          | Олімпійські ігри             | Барселона, Іспанія  | 1                | естафета 4×400 метрів | 3:20.20          |
| Представник Росія             |                              |                     |                  |                       |                  |
| 1993                          | Чемпіонат світу в приміщенні | Торонто, Канада     | —                | естафета 4×400 метрів | DSQ              |
| 1993                          | Чемпіонат світу              | Штутгарт, Німеччина | 5 (півфінал)     | біг на 400 метрів     | 51.14            |
| 1993                          | Чемпіонат світу              | Штутгарт, Німеччина | 2                | естафета 4×400 метрів | 3:18.38          |
| 1995                          | Чемпіонат світу в приміщенні | Барселона, Іспанія  | 1                | естафета 4×400 метрів | 3:29.29          |